# Plathymenia
Plathymenia es un  género de árboles pertenecientes a la familia Fabaceae. Es endémico de Brasil. Comprende 4 especies descritas y de estas, solo 2 aceptadas.

## Taxonomía
El género fue descrito por George Bentham y publicado en Journal of Botany, being a second series of the Botanical Miscellany 2: 134. 1840.

## Especies aceptadas
A continuación se brinda un listado de las especies del género Plathymenia aceptadas hasta marzo de 2015, ordenadas alfabéticamente. Para cada una se indica el nombre binomial seguido del autor, abreviado según las convenciones y usos.	
- Plathymenia foliolosa Benth.
- Plathymenia reticulata Benth.